# Kościół św. Wawrzyńca w Dolsku
Kościół świętego Wawrzyńca – rzymskokatolicki kościół filialny należący do parafii św. Michała Archanioła w Dolsku (dekanat śremski archidiecezji poznańskiej).
Obecną postawę świątynia otrzymała zapewne w 1818 roku, czego pamiątką był napis umieszczony na belce stropowej, spróchniałej i już nieistniejącej. Data na belce to rok odbudowy i odrestaurowania świątyni, sfinansowanej przez ówczesnego właściciela Małachowa – Cezarego Budziszowskiego. 
Jednonawowy kościół został wzniesiony na planie prostokąta, z niewyodrębnionym prezbiterium i zakrystią od strony północnej, która w czasie prac remontowych w latach 90. XX wieku została rozebrana. Dwuspadowy dach został pokryty gontem, a całość została otoczona kamiennym murem. Do świątyni była dostawiona drewniana wieża, która istniała do 1983 roku, kiedy to została całkowicie zniszczona przez huragan. 
We wnętrzu świątyni są umieszczone trzy ołtarze: św. Anny Samotrzeć, św. Wawrzyńca i św. Izydora Oracza. Obraz św. Wawrzyńca męczennika, namalowany w połowie XVII wieku, uznany został za cudowny i przedstawia świętego pełnego zachwytu niebiańskiego.
Obecnie, po remoncie, kościół jest od 07.08.2022 ponownie czynny.